# Delta Caeli
Delta Caeli (δ Cae / HD 28873 / HR 1442) es una estrella en la constelación de Caelum de magnitud aparente +5,05.
Es la cuarta estrella más brillante en su constelación tras α Caeli, γ1 Caeli y β Caeli.
Delta Caeli es una estrella blanco-azulada de tipo espectral B2IV-V, por lo que no se sabe con certeza si es una subgigante o si todavía no ha abandonado la secuencia principal.
Con una elevada temperatura efectiva de aproximadamente 21.150 K, tiene una luminosidad 2578 veces mayor que la del Sol.
Su radio es 3,9 veces más grande que el radio solar
y su masa es aproximadamente 7,7 veces mayor que la masa solar, apenas un poco por debajo del límite a partir del cual las estrellas acaban su vida explosionando como supernovas.
Es una estrella de características semejantes a α Muscae o κ Velorum —quizás algo menos masiva que esta última— pero está más alejada que estas. 
La nueva reducción de los datos de paralaje del satélite Hipparcos sitúa a Delta Caeli a 704 años luz del sistema solar.